# Los Danger Twist
Los Danger Twist agrupación colombiana nacida al sur de Bogotá, pionera en el sonido de la llamada Nueva ola.

## Historia
Fueron uno de los primeros grupos de rock colombiano. Eran los más reconocidos junto a Los Dinámicos de Fernando Latorre y Humberto Monroy. Ambos conjuntos tenían una fuerte rivalidad: mientras Los Danger representaban al sur de la ciudad, Los Dinámicos representaban al norte (Chapinero). Este se materializó en un mano a mano musical en el Teatro Colombia (hoy llamado Teatro Municipal Jorge Eliecer Gaitan) a finales de 1959. 
Los Danger twist tocaban, sobre todo, covers de agrupaciones mexicanas y argentinas. No grabaron ningún LP. Manuel Jiménez fue batería de Los Streaks.
Edgar Ávila es autor de la instrumental "El Tito" de Los Yetis.

## Integrantes
- Freddy Wilson (Voz)
- Edgar Ávila (Bajo)
- Manuel Jiménez (Batería)
- Raúl Clavijo (Guitarra
- Franklin Yepes (Acordeón)